# 中南大学机电工程学院

## 基本概况
中南大学机电工程学院隶属于中南大学,在2002年5月,由原中南工业大学机电工程学院和长沙铁道学院机电工程学院组件而成。学院现设有成形制造与装备研究所、微系统制造科学与工程系、机械制造及其自动化系、机械电子工程系、工程装备与控制系、车辆工程系、机械设计系、工业训练中心、机器人与智能装备研究所。

## 学科介绍
机电工程学院现拥有1个博士后科研流动站（机械工程方向），1个一级学科博士、硕士点（机械工程），6个二级学科博士、硕士点（机械制造及其自动化、机械设计及理论、机械电子工程、车辆工程、数字装备与计算制造、信息器件制造技术与装备），3个工程硕士点（机械工程、车辆工程、工业工程），3个本科专业（机械设计制造及其自动化、微电子制造工程、车辆工程）。

## 教职员工
机电学院拥有教职工230余人，其中教授61人，副教授及其相应职称人员69人。有中国工程院院士、教育部科技委主任1人，国务院学科评审组成员1人，国家“973”项目首席科学家3人“长江学者计划”特聘教授4人，国家 “新世纪百千万人才工程”支持计划3人，国家杰出青年基金获得者1人，教育部与科技部重点领域创新团队3个，博士生导师33人。有在校学生3100余人，其中研究生1000余人，本科生2100余人。另有博士后在站人员10多人。

## 实验室
拥有国家“高性能复杂制造重点实验室”、教育部 “现代复杂装备设计与极端制造重点实验室”、教育部“铝合金强流变制备技术与装备工程研究中心”、“深海矿产资源开发利用技术国家重点实验室”(与长沙矿冶研究院联合建设)、“国家高性能铝材与大型构件制造创新中心”、“国家高技术研究发展计划成果产业化基地”、“长沙市齿轮工程技术研究中心”、“CSU——ASM微电子封装技术实验室”、中南大学“微纳制造技术与装备研究中心”、中南大学“先进制造研究中心”、中南大学“深海资源开发技术研究中心”、“中南大学矿冶装备研究中心”等科学研究基地及1个湖南省高校基础课示范实验室和1个首批湖南省研究生培养创新基地，建设有3个国家级工程实践教育中心。